# Mangelia pseudoattenuata
Mangelia pseudoattenuata é uma espécie de gastrópode do gênero Mangelia, pertencente a família Mangeliidae.